# FAM192A
FAM192A (англ. Family with sequence similarity 192 member A) – білок, який кодується однойменним геном, розташованим у людей на короткому плечі 16-ї хромосоми. Довжина поліпептидного ланцюга білка становить 254 амінокислот, а молекулярна маса — 28 912.
| 10         |  | 20         |  | 30         |  | 40         |  | 50         |
| ---------- |  | ---------- |  | ---------- |  | ---------- |  | ---------- |
| MDGGDDGNLI |  | IKKRFVSEAE |  | LDERRKRRQE |  | EWEKVRKPED |  | PEECPEEVYD |
| PRSLYERLQE |  | QKDRKQQEYE |  | EQFKFKNMVR |  | GLDEDETNFL |  | DEVSRQQELI |
| EKQRREEELK |  | ELKEYRNNLK |  | KVGISQENKK |  | EVEKKLTVKP |  | IETKNKFSQA |
| KLLAGAVKHK |  | SSESGNSVKR |  | LKPDPEPDDK |  | NQEPSSCKSL |  | GNTSLSGPSI |
| HCPSAAVCIG |  | ILPGLGAYSG |  | SSDSESSSDS |  | EGTINATGKI |  | VSSIFRTNTF |
| LEAP       |  |            |  |            |  |            |  |            |

A: Аланін

C: Цистеїн

D: Аспарагінова кислота

E: Глутамінова кислота

F: Фенілаланін

G: Гліцин

H: Гістидин

I: Ізолейцин

K: Лізин

L: Лейцин

M: Метіонін

N: Аспарагін

P: Пролін

Q: Глутамін

R: Аргінін

S: Серин

T: Треонін

V: Валін

W: Триптофан

Кодований геном білок за функцією належить до фосфопротеїнів. 
Задіяний у такому біологічному процесі, як ацетилювання. 
Локалізований у ядрі.